# سندليا حجرية
سندليا حجرية (الاسم العلمي:Sandelia bainsii) (بالإنجليزية: Rocky kurper) هي نوع من الأسماك يتبع جنس السندليا من الفصيلة الالأناباسية.